# Pare Temps
El Pare Temps és la personificació del temps en la cultura popular. El temps es representa com un home vell que dur atributs com un rellotge de sorra, una dalla, calendaris o fulles que cauen de les seves robes. Pot estar acompanyat de símbols de la mort, per recordar que el pas de la vida porta inexorablement a la seva fi (memento mori).
El Pare Temps pot aparèixer en quadres i al·legories sobre el temps, en representacions del nou any, essent aleshores un símbol del 31 de desembre en oposició al nadó que simbolitza l'any nou o bé en faules on el caràcter deriva del Cronos grec, una figura mitològica present en diverdes obres clàssiques.